# 281
Cette page concerne l'année 281  du calendrier julien. Pour l'année 281 av. J.-C., voir 281 av. J.-C. Pour le nombre 281, voir 281 (nombre).
L'année 281 est une année commune qui commence un samedi.

## Événements
- Probus s’efforce d’assurer la stabilité du gouvernement, rétablit la discipline dans l’armée, emploie les troupes à d’importants travaux publics, surtout dans les provinces danubiennes, et à l’édification de remparts (l’enceinte de Rome est terminée). Mécontents, ses soldats se soulèvent (282)[1].

- Probus lève l’interdiction de planter la vigne dans les provinces de l’empire[1].

## Décès en 281
- Bonosus, usurpateur romain.